# Alexandre de Serpa Pinto
Alexandre Alberto da Rocha de Serpa Pinto, también conocido como Serpa Pinto, vizconde de Serpa Pinto (Casa de Poldras, 10 de abril de 1846- 28 de febrero de 1900) fue un militar, político, administrador colonial y explorador portugués, recordado como héroe por su expedición en África. Exploró gran parte del río Zambeze y resolvió el problema de la pertenencia del río Cuando a la cuenca del lago Ngami.

## Biografía

### Primeros años
Nacido en la freguesía y parroquia de Tendais, en la casa y quinta de Las Poldras, cerca del río Duero, en el concelho de Cinfães, el 20 de abril de 1846. Fue hijo del miguelista José da Rocha Miranda de Figueiredo, médico, y de Carlota Cacilda Serpa Pinto. Era nieto, por parte materna, del famoso liberal, militar y político, Alexandre Alberto de Serpa Pinto (fallecido en 1839). Ingresó en el Colegio Militar de Lisboa a los diez años y a los diecisiete años, en 1864, se convirtió en su primer alumno que ser comandante del batallón. Se unió al Ejército Portugués y fue enviado a Mozambique.

### En África oriental

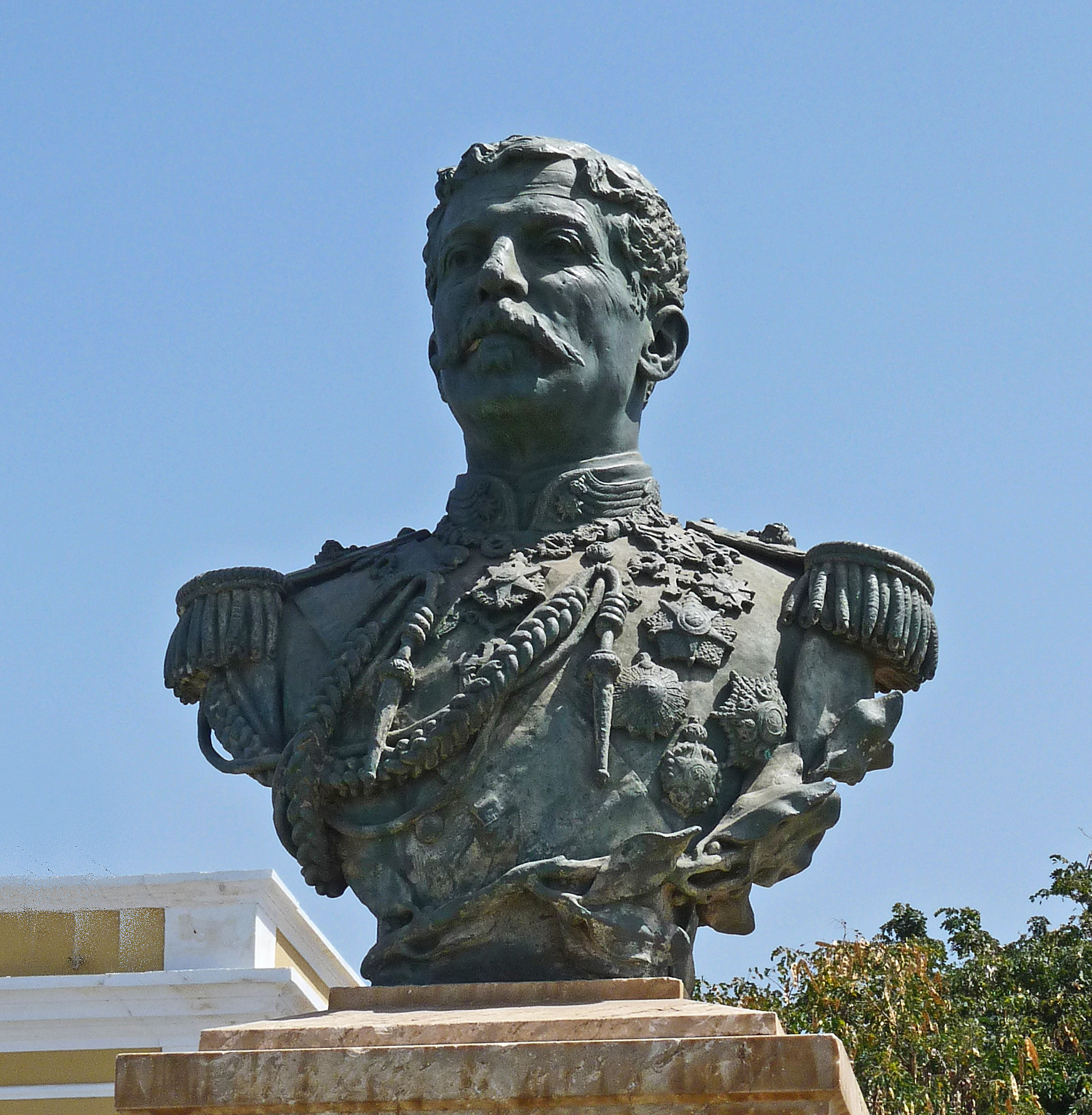
Busto de Serpa Pinto en São Filipe (Cabo Verde)

Serpa Pinto viajó por primera vez a África oriental en 1869, en una expedición al río Zambeze. Integraba una columna de cuasi-mercenarios, cuyo objetivo conocido era enfrentarse a las milicias de Bonga, que ya habían infligido a las tropas portuguesas varias y humillantes derrotas. Mas Serpa Pinto integraba la columna como técnico, evaluando la red hidrográfica y la topografía local, de lo que se puede inferir o sospechar de motivos no solo bélicos, sino más de intereses estratégicos en el reconocimiento y posterior control de la región. Portugal no quería quedar al margen de las intenciones que otras naciones europeas tenían sobre el África central y se planteó unir Angola y Mozambique ocupando las regiones situadas entre ambos territorios.

### En África meridional
Ocho años después, en 1877, exploró el área de la costa oeste de Angola, integrando una expedición que partió de Benguela (Angola) y contó con la participación de los capitanes navales Hermenegildo Capelo y Roberto Ivens. En las alturas de Bié (en el actual territorio de Angola) se produjo una escisión en el grupo y Serpa Pinto asumió por su cuenta y riesgo una travesía solitaria, lo que contravenía el motivo inicial de una expedición científica. Ivens y Capello fueron hacia el norte, mientras Serpa Pinto se dirigió hacia el este. Cruzó el río Cuando en junio de 1878 y en agosto llegó a Lealui, la capital Lozi, en el Zambeze. Ahí recibió asistencia del misionero François Coillard, lo que le permitió continuar su travesía a lo largo del Zambeze hacia las cataratas Victoria. Después se dirigió hacia el sur y llegó a Pretoria, en el norte de Sudáfrica, en febrero de 1879, tras haber cruzado las cuencas del río Congo y del Zambeze, Angola y partes de las actuales Zambia, Zimbabue y Sudáfrica.
Serpa Pinto fue el cuarto explorador que cruzó África de oeste a este y el primero que estableció una ruta razonablemente precisa entre Bié y Lealui. En 1881, la Real Sociedad Geográfica le otorgó la Medalla de los Fundadores «por su viaje a través de África... en el que exploró quinientas millas de un nuevo país». El relato de sus viajes apareció en portugués en dos volúmenes, con el título de Como eu atravessei Àfrica [Cómo atravesé África], y enseguida fue traducido al inglés, con el título How I crossed Africa (Londres, 1881).
En 1884, Serpa Pinto emprendió una exploración menos exitosa por las regiones entre Mozambique y el lago Malaui. La expedición tenía como objetivo reconocer el área y cartografiar el interior del continente africano, para preparar la entrada de Portugal en la discusión por la ocupación de los territorios africanos que hasta entonces sólo se utilizaban como puestos comerciales o destino de los condenados. La «ocupación efectiva», sobre la ocupación histórica, determinada por las actas de la Conferencia de Berlín (1884-1885) obligó al gobierno portugués a actuar para reclamar una vasta región del continente africano que uniría las provincias de Angola y Mozambique (entonces embrionarias), a través del llamado «mapa rosado».
Fue nombrado cónsul general en Zanzíbar en 1885 y gobernador de Mozambique en 1889, cuando organizó una expedición para asegurar las tierras de Shire para Portugal. Su intención fracasó después del ultimátum británico en 1890, por el llamado «incidente Serpa Pinto», ya que en él intervino el explorador al arriar las banderas inglesas junto al lago Malaui, en un espacio codiciado y seguido por la red de espionaje del Reino Unido, los agentes británicos John Buchanan y H. H. Johnston.
Fue nombrado Gobernador General de Cabo Verde en 1894.

### Carrera política
Poco después regresó a Portugal donde fue promovido al rango de coronel. La aventura de Serpa Pinto, su travesía solitaria y peligrosa, moldeó una imagen de hombre intrépido que dio al militar un aura de heroísmo necesaria en las liturgias cívicas y las celebraciones de hechos pasados, cuando Portugal pasó por una grave crisis política y moral. En este sentido, su figura fue explotada como el héroe de los nuevos descubrimientos que ya no pasaban por navegar por los mares, sino por atravesar las selvas y sabanas de África como manera de mantener el prestigio internacional portugués en el ámbito diplomático europeo.
Situado en el ala derecha de los partidos monárquicos portugueses, por una de las cuales fue tres veces miembro (partido Regenerador), su nombre desapareció después de 1910; en primer lugar, por la necesidad de exaltación de nuevas figuras heroicas y, en segundo lugar, por la cristalización en el espacio colonial europeo posguerra (1914-1918). Su figura fue resucitada por su hija, Carlota de Serpa Pinto, que lo glorificó como ídolo heroico del Estado Novo, aventurero y administrador colonial, en lugar de político y científico, a pesar de que este estatuto, que a veces le fue impuesto, sea el más discutido de todos.
Tanto el rey Luis I, como su hijo Carlos I de Portugal, le nombraron como su ayudante de campo, y el segundo le concedió el título de vizconde de Serpa Pinto [1899]. Falleció al año siguiente, el 28 de diciembre de 1900.

### Escritos
- Como eu atravessei Àfrica do Atlantico ao mar Indico (Vol. I), disponible en el Proyecto Gutenberg, en línea en:  (en portugués).
- Como eu atravessei Àfrica do Atlantico ao mar Indico (Vol. II), disponible en el Proyecto Gutenberg, en línea en:  (en portugués).
- Comment j'ai traversé l'Afrique: depuis l'Atlantique jusqu'à l'Océan indien à travers des régions inconnues (obra traducida al francés desde la edición inglesa cotejada con el texto portugués con autorización del autor por J. Belin de Launay), Hachette, París, 1881, 2 vol., vol. I: La carabine du roi; vol. II: La famille Coillard, 456 p. y 468 p. (texto íntegro en el sitio Gallica:  et ) (en francés)

## Reconocimientos
El pueblo de Menongue, en el sureste de Angola, fue nombrado Serpa Pinto, en honor a él, hasta 1975.
En Portugal, varias calles llevan su nombre en ciudades como Oporto, Vila Nova de Gaia y Évora. En Cinfães (distrito de Viseu) se le ha consagrado un museo.
En São Filipe, en la isla de Fogo, Cabo Verde, se erigió un monumento en su memoria, en la plaza que lleva su nombre.
| Predecesor: José Guedes Brandão de Melo | Gobernador de Cabo Verde 1897 | Sucesor: João Cesário de Lacerda |